# Jaśliska (gmina)
Jaśliska est une gmina rurale du powiat de Krosno, Basses-Carpates, dans le sud-est de la Pologne, à la frontière avec la Slovaquie. Son siège est le village de Jaśliska.
La gmina couvre une superficie de 89 km2 pour une population de 1 700 habitants.

## Géographie
La gmina inclut les villages de Czeremcha, Daliowa, Darów, Jaśliska, Lipowiec, Posada Jaśliska, Szklary, Wola Niżna et Wola Wyżna.
La gmina borde les gminy de Dukla, Komańcza et Rymanów. Elle est également frontalière de la Slovaquie.